# Solms-laubachia mirabilis
Solms-laubachia mirabilis är en korsblommig växtart som först beskrevs av Renato Pampanini, och fick sitt nu gällande namn av J.P. Yue, Al-shehbaz och Hang Sun. Solms-laubachia mirabilis ingår i släktet Solms-laubachia och familjen korsblommiga växter. Inga underarter finns listade i Catalogue of Life.